# William Hurt
William McChord Hurt (20. března 1950 Washington, D.C., USA – 13. března 2022 Portland, Oregon) byl americký herec, držitel Oscara za nejlepší mužský herecký výkon z roku 1985 ve filmu Polibek pavoučí ženy. V závěru kariéry byl také znám jako Thaddeus Ross z filmů Neuvěřitelný Hulk, Captain America: Občanská válka, Avengers: Infinity War, Avengers: Endgame a Black Widow.

## Život
Jeho otec pracoval pro americkou vládu a rodina cestovala po Asie a Africe. William začal studovat teologii, ale pak absolvoval herectví na Juilliard School, kde byl jeho spolužákem Christopher Reeve. Hrál v divadle Circle Repertory Company a byla mu udělena cena Obie Award. Ve filmu debutoval v roce 1980 rolí profesora Jessupa ve sci-fi Mutace, za kterou byl nominován na Zlatý glóbus pro objev roku. Za roli ve filmu Náhodný turista získal tchajwanskou cenu Zlatý kůň. Byl také nominován na Oscara za vedlejší roli ve filmu Dějiny násilí.
Jeho nevlastním dědečkem byl mediální magnát Henry Luce. Byl ženat s Mary Beth Hurtovou a Heidi Hendersonovou, udržoval také dlouhodobé vztahy s Marlee Matlinovou (partnerkou ve filmu Bohem zapomenuté děti) a Sandrine Bonnaireovou. Byl otcem čtyř dětí.
V roce 2000 natáčel v Praze seriál Duna a zúčastnil se předávání cen Český lev.
Zemřel 13. března 2022 ve věku 71 let v Portlandu ve státě Oregon.